# Paul Thiem

Paul Thiem Signatur 1896

Paul Adolph Martin Thiem (* 2. November 1858 in Berlin, Preußen; † 20. August oder 18. September 1922 in Starnberg) war ein deutscher Maler, Grafiker, Schriftsteller und Buchillustrator.

## Leben
Paul Thiem, auch Paul Adolf Martin Thiem, wurde in Berlin als Sohn des Börsenmaklers und Kunstsammlers Adolph Thiem geboren. Seine Mutter war Tochter des Organisten Samuel Lebrecht Thieme aus Bärnsdorf, Sachsen. Er verlebte seine Kindheit in Niederschöneweide in der Villa Thiem in der Sedanstraße 10. Thiem besuchte das Gymnasium in Potsdam, Von Januar 1882 bis Ostern 1882 studierte er in Berlin an der Akademie der Bildenden Künste einige Monate Kunst und ab 1877 Kunstgeschichte in München, wo er eine Doktorarbeit über Giovanni Battista Tiepolo verfasste. Dann wurde er 1883 in die Akademie der Bildenden Künste München aufgenommen und dort Schüler von Gysis, Raupp und Löfftz.

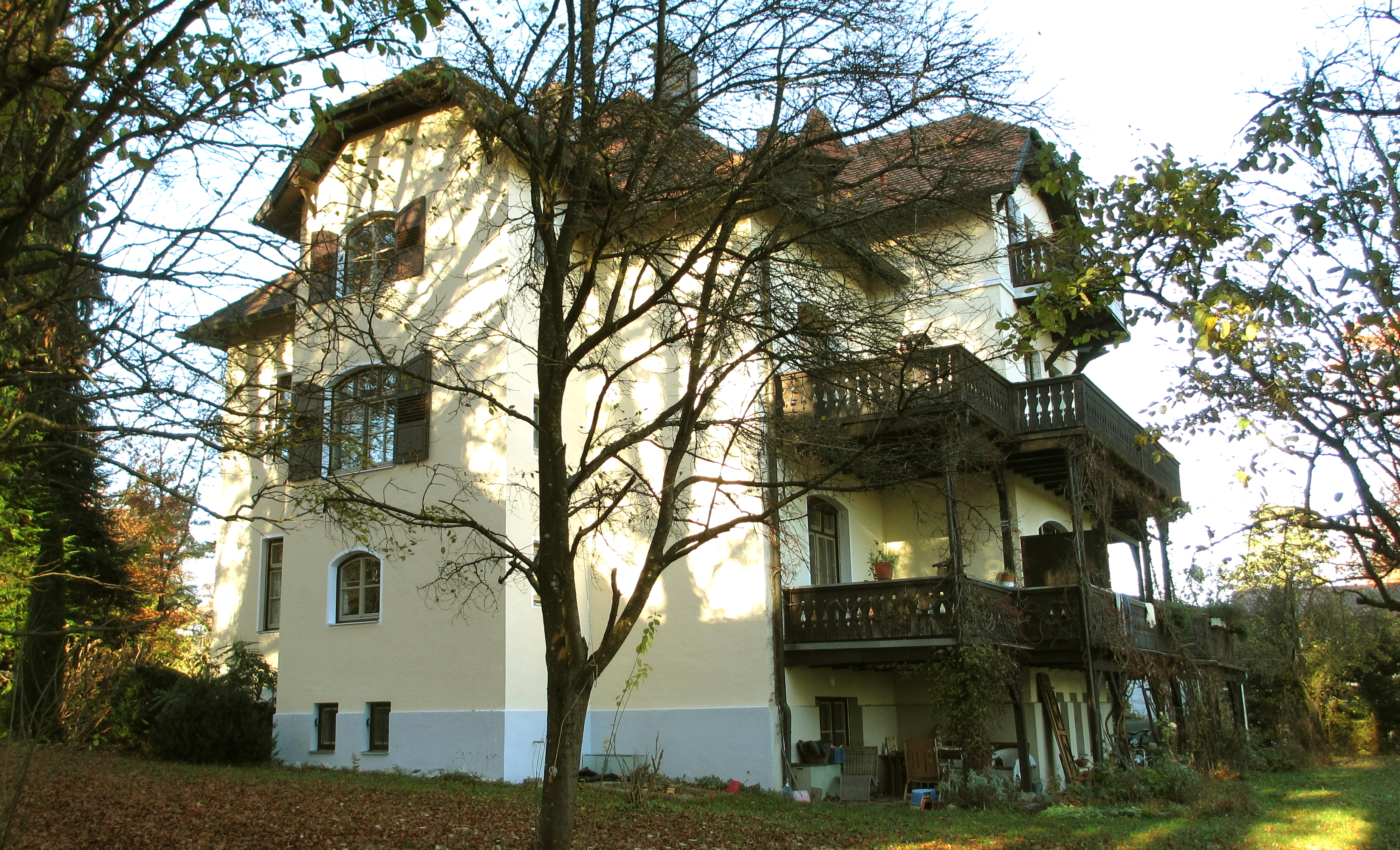
Villa Thiem in Starnberg

Ab 1896 war Thiem in Starnberg ansässig.
Thiem hatte zwei Schwestern und einen Bruder Walther. Neben seinem malerischen Schaffen illustrierte Thiem Kinderbücher, schrieb Dramen und den humoristischen Roman Der Prinz und sein Onkel. Die Starnberger Thiem Villa in der Josef-Fischhaber-Straße 27 wird heute als städtische Einrichtung genutzt, um Künstlern eine zweijährige Ateliernutzung zu ermöglichen.

## Werke (Auswahl)

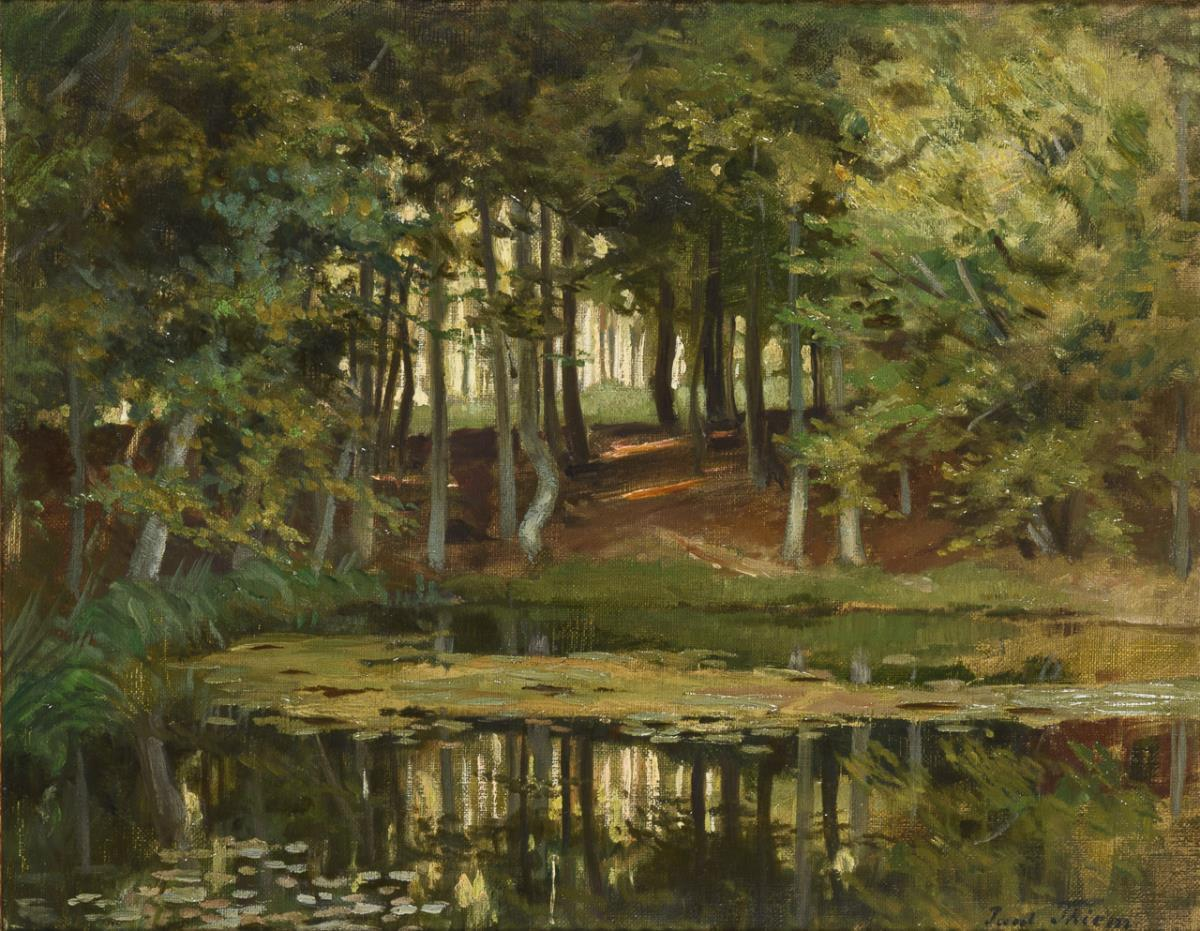
Der Nixensee, 1920

Thiems Werk lässt sich grob in zwei Phasen unterteilen, die romantische, fantastische, humoristische und groteske Mal- und Zeichenperiode im Stil der Münchener Schule. Sowie eine zweite Werkphase mit Landschafts- und Städtebildern und Porträts, die ihn zu einem Vertreter des deutschen Impressionismus macht. Er malte gern belebte Plätze, unter anderem reges Treiben in München oder in Venedig. Im Rahmen einer Ausstellung in der Neuen Galerie München 1921 schrieb Fritz von Ostini: „Seinen Stil bestimmt keine Schule, den bestimmt seine Persönlichkeit…. er schenkt jedem dieser Bilder seine Seele und seinen malerischen Zauber“ Am ehesten ist Thiems Malerei mit der von Max Slevogt zu vergleichen. Seine tonige Malerei versucht, in ausdrücklicher Anlehnung an die Musik, aus den Tonarten gedeckter Braun- und Grüntöne atmosphärische Akkordbildung aufzubauen.
- Erding, Pinakothek München
- Ansicht von Luzern, Pinakothek München
- Landschaft, verschollen ehemals Sammlung Max Oberndorfer
- Treppe im Park

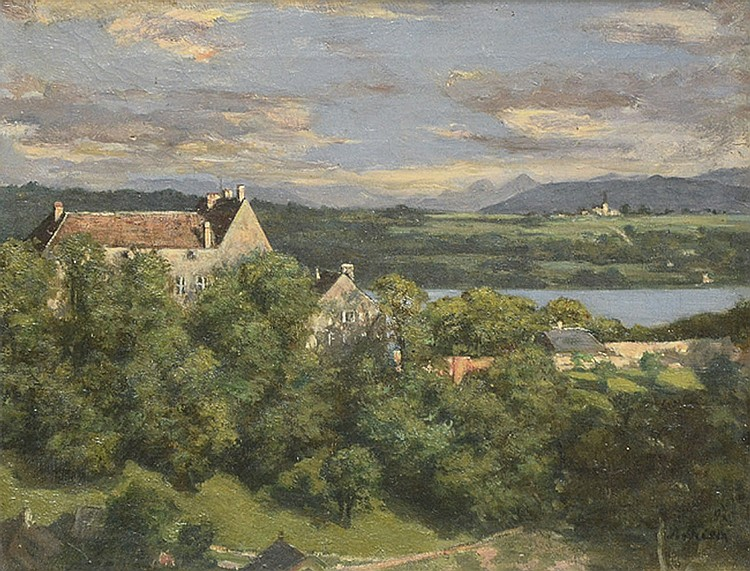
Gehöft in Oberbayern

- Gehöft in OberbayernPorträt, Metropolitan Museum of Art, New YorkAnsicht von Luzern

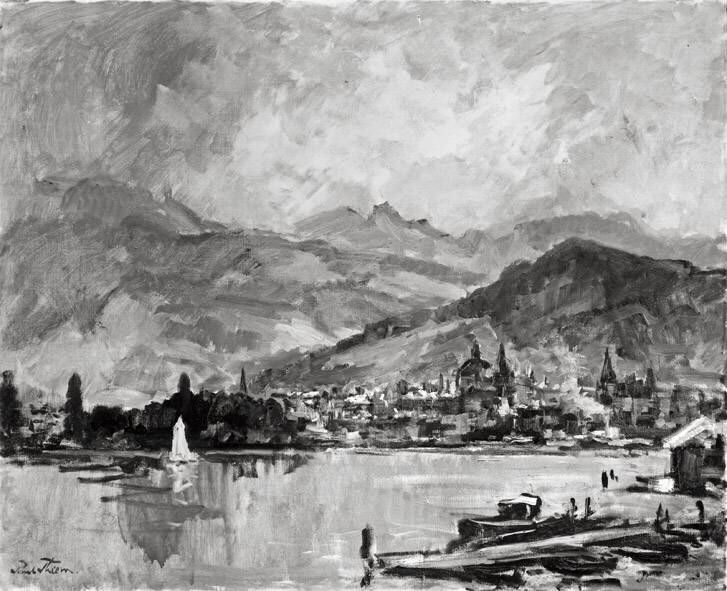
Ansicht von Luzern

Einzelveröffentlichungen als Autor und Illustrator
- Schneider Muck und andere Geschichten. (Enth. außerdem: Watschelfuß die gerupfte Ente; Knurzdiburz. Eine schaurige Ballade; Eine Mondscheingeschichte; In den Ferien !; Der arme Peter). Haushalter, München 1900. Mit zahlreichen Illustrationen des Verfassers. 84 S.
- Der Prinz und sein Onkel, eine Reise mit Abenteuern. Heinrich Minden Verlag, Dresden 1908, Humoristischer Roman, 355 S.
- Tugend und Teufel. Ein Schauspiel mit einem Vor- und einem Nachspiel in der Hölle. Wolf, München 1896, 88 S.
- Aufschwung. Eine dramatisch Dichtung. 2 Teile. Mit Buchschm. v. Th. Waltjen.Siedenburg Verlag, Berlin 1902.

Buchcover von 1921